# Acmaeops septentrionis
Espèce
Acmaeops septentrionis (Thomson, 1866) est une espèce d'insectes coléoptères de la famille des Cerambycidae